# Sian Law
Sian Law (ur. 5 maja 1981) – nowozelandzka zapaśniczka walcząca w stylu wolnym.
Zajęła 23 miejsce na mistrzostwach świata w 2010. Piąta na igrzyskach Wspólnoty Narodów w 2010. Wicemistrzyni Wspólnoty Narodów w 1995. Ośmiokrotna medalistka mistrzostw Oceanii w latach 1995 - 2007